# أوليفر نورمان
أوليفر نورمان (30 يوليو 1911 - 1983)  (بالإنجليزية: Oliver Norman)‏ هو لاعب كريكت بريطاني (وحمل سابقاً جنسية المملكة المتحدة لبريطانيا العظمى وأيرلندا).